# Pierre Basile
Pierre Basile é, segundo os cronistas Roger de Wendover e Bernard Itier, bibliotecário da Abadia de Saint-Martial de Limoges, o cavaleiro Limousin que feriu mortalmente Ricardo Coração de Leão durante o cerco ao castelo de Châlus-Chabrol em 26 de março de 1199 d 'uma seta de besta que atingiu o rei da Inglaterra na base do pescoço.